# Футон

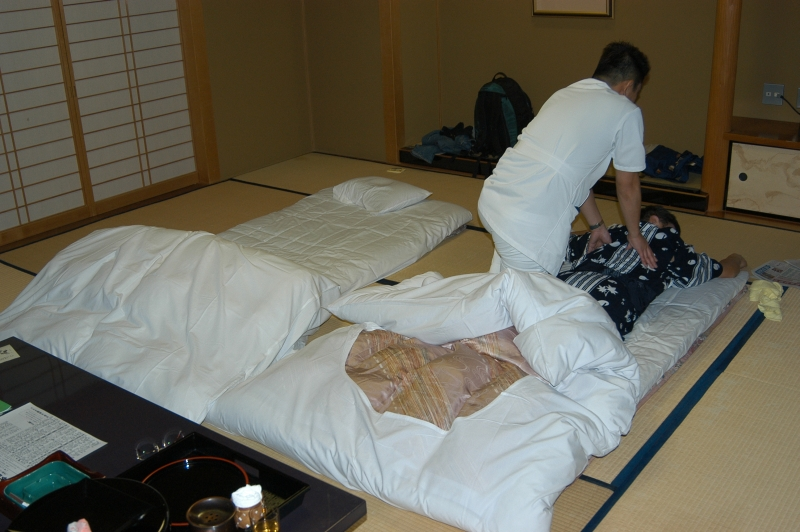
Японські футони

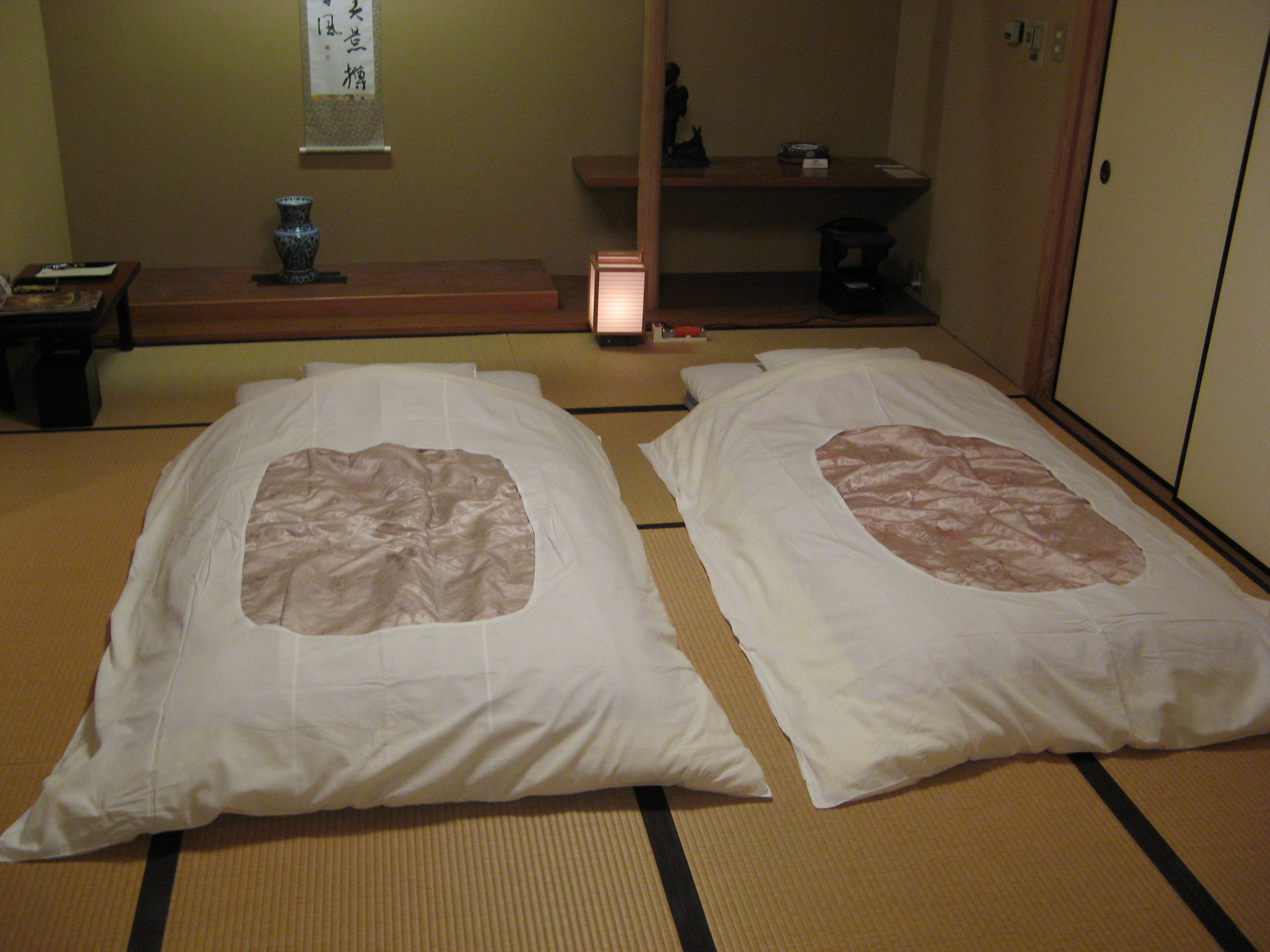
Футони в готелі Рекан

Футон (яп. 【布団】, ふとん) — традиційна японська товста підстилка для лежання, товстий бавовняний матрац, який розстеляють на ніч для спання, а вранці ховають в шафу.
В XIII ст. більшість японців спали на солом'яних матах, але багаті японці воліли спати на татамі. Вони були не такі м'які, як сучасні футони, а були тверді та незручні.
В XVII ст. японці почали використовувати матраци футони, набиті бавовною та вовною. Спочатку вони були занадто дорогі, тому їх купували лише дуже багаті японці. Пізніше, в XVIII ст., такі матраци стали доступнішими та служили не лише як ліжка, але й використовувалися знатними японцями як дорогі подарунки. Подібні подарунки багаті чоловіки часто дарували жінкам, щоб спокусити їх. Також їх дарували повіям: що вищим був статус у повії, то більше бавовняних матраців вона могла отримати за свою роботу.
В XIX ст. завдяки імпорту сирої бавовни ціна на футони впала, тому більшість японців змогли придбати їх.